# Cetina (reka)
Cetina, reka v srednji Dalmaciji z izlivom pri Omišu v Jadransko morje. 
Cetina je 100,5 km dolga reka s površino porečja 1463 km². Izvira na nadmorski višini 385 m v bližini naselja Cetina iz več kraških izvirov: Veliko vrilo, Vukovića vrilo, Batića vrilo. Glavna pritoka sta: Ruda-Grab in Karakašica. V Cetino dotekajo tudi podzemne vode iz jugozahodnega dela Bosne in Hercegovine. Cetina doseže najvišji vodostaj novembra in decembra, najnižjega pa avgusta in septembra. Od izvira do Zadvarja teče proti jugovzhodu, nato v smeri vzhod-zahod, pred izlivom v Jadransko morje pa proti jugu. Vzdolž reke se vrstijo Cetinsko, Vrličko, Koljansko, Ribarićko, Hrvatačko in Sinjsko polje. V spodnjem toku je Cetina izdolbla kanjon v katerem je več slapov: Veliku Gubavicu (tudi Velika Bukavica, višina 49 m) in Malu Gubavicu (Mala Bukavica, 7 m). Cetina z vodo oskrbuje hidroelektrarne: HE Kraljevac, HE Peruća, HE Zakučac (z 486 MW instalirane moči največja HE na hrvaškem), HE Orlovac, HE Đale. Iz Cetine je napeljan tudi vodovod, ki s pitno vodo oskrbuje otoke Brač, Hvar in Šolto. Gorvodno od Hrvatačkega polja je Perućko jezero, ki je s površino 13 km² največje na hrvaškem. Iz te akumulacije so med leti 1957 do 1962 skozi Mosor za HE Zakučac zgradili dva vzporedna hidroenergetska tunela dolga po 9,6 km s premerom 6,1 in 6,5 m. Cetina je delno zaščitena; njeni kraški izviri so od leta 1972 naravni spomenik 